# Orfeu da Conceição
Orfeu da Conceição (in portoghese: Orfeo dell'Immacolata Concezione) è un dramma musicale in tre atti, presentato per la prima volta nel 1956 a Rio de Janeiro.
L'opera, scritta da Vinícius de Moraes nel 1954 e musicata da Antônio Carlos Jobim nel 1956 e con la partecipazione del chitarrista di Luiz Bonfá, è basata sul dramma della mitologia greca di Orfeo ed Euridice.

## Storia e significato
Vinícius de Moraes scrisse il suo Orfeo in un arco di tempo di oltre dieci anni a cominciare dal 1942. Verso la metà degli anni '50 Lucio Rangel e Haroldo Barbosa  presentarono al poeta il giovane compositore Antônio Carlos Jobim, insieme diedero vita alla prima rappresentazione dell'opera.

### Prima edizione
La prima edizione del Orfeu da Conceição risale al 25 settembre 1956 e fu rappresentato al Teatro Municipal di Rio de Janeiro, con la scenografia di Oscar Niemeyer.
Il cast della prima edizione era formato dal Teatro Experimental do Negro di Abdias Nascimento, fu la seconda volta che un cast di attori neri aveva occupato il più famoso teatro brasiliano.
Il cast della prima edizione era composto da:
Attore/Personaggio
- Haroldo Costa (Orfeu da Conceição)
- Daisy Paiva (Eurídice)
- Pérola Negra (Proserpina)
- Abdias do Nascimento (Aristeu)
- Adalberto Silva (Plutão)
- Ciro Monteiro (Apolo)
- Zeny Pereira (Clio)
- Francisca de Queiroz (A Dama Negra)
- Léa Garcia (Mira De Tal)
- Maiorais do Inferno (Principi dell'inferno) - 7 attori
- Maiorais do Inferno, Fúrias (Principi dell'inferno, Le Furie) - 5 attrici
- Mulher do morro (Donne della collina) - 4 attrici
- Homem da Tendinha - 2 attori
- Coro - 6 attori
- Garoto Engraxate (Lustrascarpe) - 3 attori

Direzione
- Léo Jusi

Scenografia
- Oscar Niemeyer

Costumista
- Lila de Moraes

Colonna sonora
- Tom Jobim
- Vinícius de Moraes

Accompagnamento con la chitarra
- Luiz Bonfá

Coreografia
- Lina de Luca

Produzione
- Teatro Experimental do Negro
- Vinicius de Moraes

## Il film
Da quest'opera furono tratti i film Orfeo negro (1959), premiato con la Palma d'oro, l'Oscar e il Golden Globe, e Orfeu (1999), oltre ai musical Orfeu (Brasile, 2010) e Black Orpheus (Broadway, 2014).
Orfe negro deve grandissima parte del suo successo all'opera del poeta  e alle musiche di  Jobim e di Luiz Bonfá, già presenti nell'edizione teatrale del 1956.
Anche se è inevitabile il confronto con i due film-opera degli anni Cinquanta dedicati al mito di Orfeo scritti e diretti da Jean Cocteau, Orphée (1950) e il suo seguito Le testament d'Orphée (1960)

## L'album
1. Overture - 06:45
2. Monólogo de Orfeu - 02:52
3. Um nome de mulher - 02:05
4. Se todos fossem iguais a você - 03:31
5. Mulher, sempre mulher - 01:56
6. Eu e o meu amor - 01:41
7. Lamento no morro - 02:06

- Antonio Carlos Jobim, Vinicius de Moraes